# Universidad de Tizi Ouzou
La Universidad Mulud Mammeri de Tizi Ouzou (en árabe جامعة مولود معمري - تيزي وزو) y en cabilio Tasdawit Lmulud At Maemmar/ⵝⴰⵙⴷⴰⵓⵉⵝ ⵎⵓⵏⵓⴷ ⴰⵝⵎⴷⴰⵟⵙ es una universidad pública argelina situada en la ciudad de Tizi Ouzou, en la región de Cabilia que fue creada en 1977. 

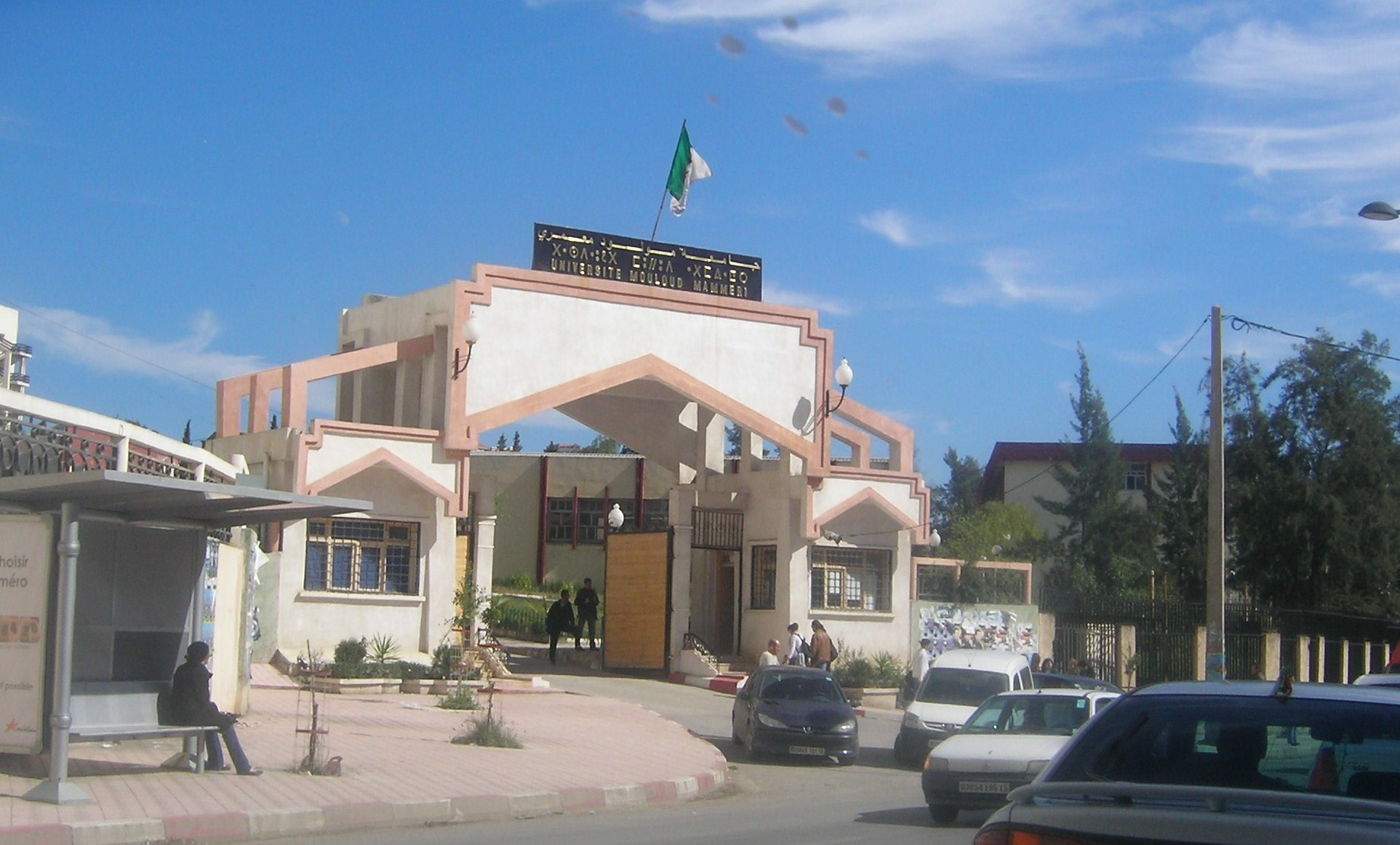
Entrada sur del campus Ihesnawen

## La fundación
La universidad fue fundada en el año 1977 por el decreto nº 17-77 del 20 de junio, bajo la nomenclatura de Centro universitario. Se convierte en universidad en 1989 por el decreto nº 89-139 del 1 de agosto. 
En el momento de su creación, en 1977, la universidad contaba entre sus filas con tan solo 400 estudiantes. Desde entonces su crecimiento ha ido en aumento hasta llegar hasta los alrededor de 40 000 que se calculan en el año 2009. 
Estas cifras reflejan la importancia que goza esta universidad en la ciudad donde se asienta ya que Tizi Ouzou tiene una población estimada de 130 000 estudiantes. 

## Facultades
La universidad se organiza en facultades y estas en departamentos que imparten los grados, másteres y doctorados. A continuación aparece una tabla en donde se muestra esta estructura.

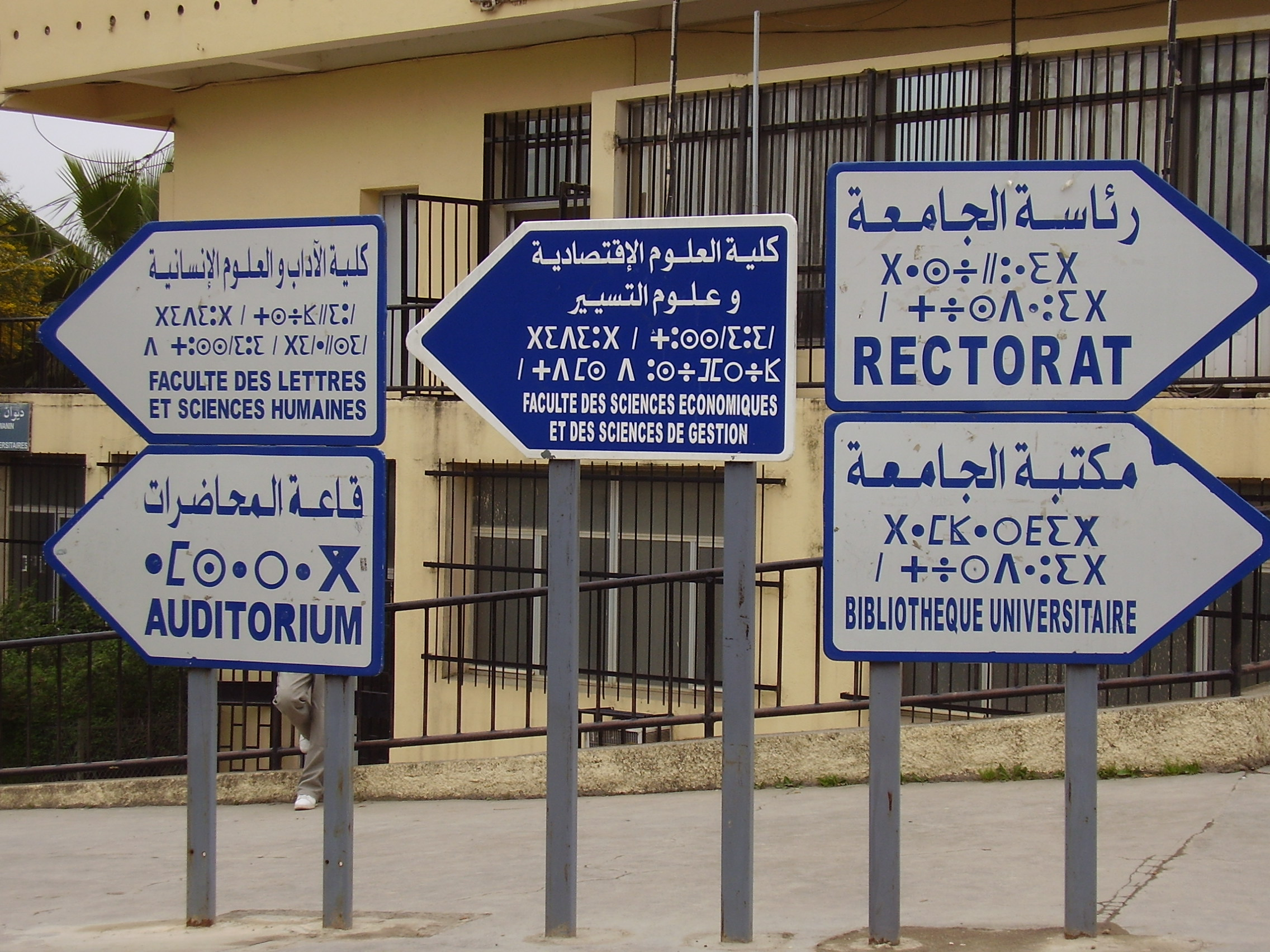
Indicaciones internas representando la realidad trilingüe de la región: árabe, berber y francés

| Facultad                            | Nº de inscritos (2005) | Departamentos                        |
| ----------------------------------- | ---------------------- | ------------------------------------ |
| Facultad de Ciencias                | 2 847                  | Matemáticas                          |
| Facultad de Ciencias                | 2 847                  | Química                              |
| Facultad de Ciencias                | 2 847                  | Física                               |
| Ingeniería de la Construcción       | 2 627                  | Facultad de Ciencias de la tierra    |
| Ingeniería de la Construcción       | 2 627                  | Arquitectura                         |
| Ingeniería de la Construcción       | 2 627                  | Ingeniería civil                     |
| Ingeniería de la Construcción       | 2 627                  | ingeniería mecánica                  |
| Electromecánica                     | 3 322                  | Informática                          |
| Electromecánica                     | 3 322                  | Electrónica                          |
| Electromecánica                     | 3 322                  | Electrotécnica                       |
| Electromecánica                     | 3 322                  | Automática                           |
| Ciencias biológicas y agrarias      | 3 530                  | Biología                             |
| Ciencias biológicas y agrarias      | 3 530                  | Agraria                              |
| Ciencias biológicas y agrarias      | 3 530                  | Microbiología e bioquímica           |
| Medicina                            | 3 195                  | Medicina                             |
| Medicina                            | 3 195                  | Farmacia                             |
| Medicina                            | 3 195                  | Odontología                          |
| Ciencias económicas y de la gestión | 4 735                  | Ciencias económicas                  |
| Ciencias económicas y de la gestión | 4 735                  | Ciencias de gestión                  |
| Ciencias económicas y de la gestión | 4 735                  | Ciencias comerciales                 |
| Derecho                             | 5 556                  | Ciencias jurídicas y administrativas |
| Derecho                             | 5 556                  | Derecho público y privado            |
| Letras y Ciencias humanas           | 6 671                  | Lengua y cultura amazig              |
| Letras y Ciencias humanas           | 6 671                  | Inglés                               |
| Letras y Ciencias humanas           | 6 671                  | Letras árabes                        |
| Letras y Ciencias humanas           | 6 671                  | Francés                              |
| Letras y Ciencias humanas           | 6 671                  | Psicología                           |
| Letras y Ciencias humanas           | 6 671                  | Interpretación y traducción          |
|                                     | 32 623                 |                                      |